# حمزة جاكير
حمزة جاكير (بالتركية: Hamza Çakır)‏ هو لاعب كرة قدم تركي وألماني في مركز الدفاع، ولد في 30 سبتمبر 1985 في كولونيا في ألمانيا. لعب مع فورتونا دوسلدورف وكايسري سبور ونادي أوردينغن 05 ونادي كارديمير كارابوك سبور.

## وصلات خارجية
- حمزة جاكير على موقع اتحاد تركيا (لاعب) (الإنجليزية)
- حمزة جاكير على موقع قاعدة بيانات كرة القدم.إي يو (الإنجليزية)
- حمزة جاكير على موقع بيانات كرة القدم. دي إي (الألمانية)
- حمزة جاكير على موقع عالم كرة القدم.نت (الإنجليزية)